# Hallenradsport-Weltmeisterschaften/Zweier-Kunstradfahren der Frauen
Das Zweier-Kunstradfahren der Frauen ist ein Wettbewerb bei den Hallenradsport-Weltmeisterschaften.
Die seit 1956 ausgetragenen Weltmeisterschaften im Kunstradfahren waren zunächst dem Männer-Einzelwettbewerb vorbehalten. Im Beiprogramm standen weitere Kunstrad-Wettkämpfe. Erstmals 1960 und regelmäßig ab 1965 gehörte dazu ein Zweier-Wettbewerb für Frauen. Dieser trug zunächst den Namen „Großer Städtepreis“, ab 1970 „Europameisterschaften“. 1986 erhielt der Wettbewerb ab 1986 den Status einer Weltmeisterschaft, zeitgleich mit dem Zweier der Männer.
Im heutigen Modus treten alle Paare in der Vorrunde an. Die vier Besten qualifizieren sich für das Finale, in dem die Entscheidung über die Medaillen fällt. Jeder Verband kann maximal zwei Paare entsenden.
Asiatische Mannschaften (Japan, Hongkong, Macau) beteiligen sich erst seit Ende der 1990er Jahre an diesem Wettbewerb, später als in den anderen. Zuvor war 1988 einmalig Australien vertreten, alle übrigen Mannschaften kamen aus Europa. Die Rekordbeteiligung von 17 Paaren wurde zuletzt 2006 erreicht, seitdem gab es jeweils ungefähr 10 Meldungen, etwas mehr als bei den Männern.

## Siegerliste
Großer Städtepreis
| Jahr      | Austragungsort | Erste                           | Zweite                           | Dritte                            |
| --------- | -------------- | ------------------------------- | -------------------------------- | --------------------------------- |
| 1960      | Mülhausen      | Inge Klemm Irene Ganz           | [ 2 ]                            |                                   |
| 1961      | 1961           | nicht ausgetragen               | nicht ausgetragen                | nicht ausgetragen                 |
| 1962      | Wien           | Inge Klemm Irene Ganz           | Annemarie Fehr Renate Hirschauer | [ 3 ]                             |
| 1963–1964 | 1963–1964      | nicht ausgetragen               | nicht ausgetragen                | nicht ausgetragen                 |
| 1965      | Prag           | Ilse Schneider Christel Diehl   | Hildegard Laigre Ursula Terbeck  | Gisela Motes Evelyn Höhne         |
| 1966      | Köln           | Hildegard Laigre Ursula Moritz  | Gudrun Türk Christa Franko       | Gisela Motes Evelyn Höhne         |
| 1967      | Baden          | Hildegard Laigre Inge Feldbusch | Gudrun Türk Christa Franko       | Vreny Mohn Susi Mohn              |
| 1968      | Kassel         | Hildegard Laigre Inge Feldbusch | Gudrun Türk Christa Franko       | Marianne May Sieglinde May        |
| 1969      | Erfurt         | Helga Liebenow Annette Baier    | Hildegard Laigre Inge Feldbusch  | Christine Kachel Elke Drutschmann |

Europameisterschaften
| Jahr | Austragungsort | Erste                                       | Zweite                                      | Dritte                           |
| ---- | -------------- | ------------------------------------------- | ------------------------------------------- | -------------------------------- |
| 1970 | Ostrau         | Hildegard Laigre Ursula Moritz              | Helga Liebenow Annette Baier                | Birgit Seidel Hanna Schuhmann    |
| 1971 | Baden          | Helga Liebenow Annette Baier                | Hildegard Laigre Ursula Moritz              | Dana Růžičková Jana Sladovníková |
| 1972 | Offenburg      | Helga Liebenow Annette Baier                | Hildegard Laigre Ursula Moritz              | Dana Růžičková Jana Sladovníková |
| 1973 | Wien           | Hildegard Laigre Ursula Moritz              | Helga Liebenow Annette Rogles               | Dana Růžičková Jana Sladovníková |
| 1974 | Heerlen        | Helga Liebenow Annette Rogles               | Monika Hage Karin Miesner                   | Dana Růžičková Jana Sladovníková |
| 1975 | Gent           | Monika Hage Karin Miesner                   | Elisabeth Sicking Maria Sicking             | Dana Růžičková Jana Sladovníková |
| 1976 | Münster        | Karin Mathes Gudrun Mathes                  | Monika Rieke Karin Miesner                  | Dana Růžičková Jana Sladovníková |
| 1977 | Brünn          | Karin Mathes Gudrun Mathes                  | Ruth Christen Brigitte Eichenberger         | Dana Růžičková Jana Sladovníková |
| 1978 | Herning        | Ruth Jiskra Ute Jiskra                      | Karin Mathes Gudrun Mathes                  | Dana Růžičková Jana Sladovníková |
| 1979 | Schiltigheim   | Birgit Stauch-Tschakert Ute Stauch-Schauder | Ruth Jiskra Ute Jiskra                      | Margarethe Lins Ulrike Hugl      |
| 1980 | Rheinfelden    | Ruth Jiskra Ute Jiskra                      | Birgit Stauch-Tschakert Ute Stauch-Schauder | Brigitte Franz Sabine Franz      |
| 1981 | Heerlen        | Ruth Jiskra Ute Jiskra                      | Birgit Stauch-Tschakert Ute Stauch-Schauder | Brigitte Franz Sabine Franz      |
| 1982 | Wiesbaden      | Ina Maas Anja Maas                          | Birgit Stauch-Tschakert Ute Stauch-Schauder | Brigitte Franz Sabine Franz      |
| 1983 | Wien           | Manuela Kramp Stefanie Teuber               | Brigitte Franz Sabine Franz                 | Martina Heimpel Hildegard Wahl   |
| 1984 | Schiltigheim   | Brigitte Franz Sabine Franz                 | Martina Heimpel Hildegard Wahl              | Manuela Kramp Stefanie Teuber    |
| 1985 | St. Gallen     | Manuela Kramp Stefanie Teuber               | Brigitte Franz Sabine Franz                 | Christiane Wesche Marion Mües    |

Weltmeisterschaften
| Jahr | Austragungsort                      | Gold                                 | Silber                               | Bronze                              |
| ---- | ----------------------------------- | ------------------------------------ | ------------------------------------ | ----------------------------------- |
| 1986 | Genk                                | Manuela Kramp Stefanie Teuber        | Brigitte Franz Sabine Franz          | Marianne Martens Käthi Obrecht      |
| 1987 | Herning                             | Brigitte Franz Sabine Franz          | Daniela Krauter Sandra Kienle        | Simone Liebenow Claudia Horner      |
| 1988 | Ludwigshafen                        | Martina Heimpel Hildegard Wahl       | Sigrid Kiefer Ulrike Meyer           | Ivone Carvalho Carmen Carvalho      |
| 1989 | Heerlen                             | Doris te Vrugt Sabine Ostendorf      | Edita Jelínková Lenka Kosová         | Ivone Carvalho Carmen Carvalho      |
| 1990 | Bregenz                             | Angelika Ziegler Sylvia Steegmüller  | Ivone Carvalho Carmen Carvalho       | Sigrid Hupfer Ulrike Meyer          |
| 1991 | Brünn                               | Ivone Carvalho Carmen Carvalho       | Astrid Schröck Sandra Nussbaum       | Claudia Gut Monika Keller           |
| 1992 | Zürich                              | Tanja Wittig Bianca Heller           | Angelika Ziegler Sylvia Steegmüller  | Ivone Carvalho Carmen Carvalho      |
| 1993 | Hongkong                            | Ivone Carvalho Carmen Carvalho       | Ute Bihler Renate Truppe             | Susanne Müller Kerstin Rösner       |
| 1994 | Saarbrücken                         | Angelika Ziegler Sylvia Steegmüller  | Ute Bihler Renate Truppe             | Blanka Pospíšilová Šárka Jelínková  |
| 1995 | Épinal                              | Angelika Ziegler Sylvia Steegmüller  | Susanne Seifert Kerstin Stark        | Ivone Carvalho Carmen Carvalho      |
| 1996 | Johor Bahru                         | Susanne Seifert Kerstin Stark        | Blanka Pospíšilová Šárka Jelínková   | Heike Müller Marika Müller          |
| 1997 | Winterthur                          | Yvonne Jäger Katja Schelshorn        | Ivone Carvalho Carmen Carvalho       | Heike Müller Marika Müller          |
| 1998 | Přerov                              | Ivone Carvalho Carmen Carvalho       | Heike Müller Marika Müller           | Blanka Neuschlová Šárka Janečková   |
| 1999 | Madeira                             | Sabrina Theiner Sarah Kohl           | Eva Breitenbach Yvonne Breitenbach   | Blanka Neuschlová Šárka Janečková   |
| 2000 | Böblingen                           | Ivone Carvalho Carmen Carvalho       | Blanka Neuschlová Šárka Janečková    | Sandra Steegmüller Katrin Ludwig    |
| 2001 | Kaseda                              | Sandra Steegmüller Katrin Ludwig     | Eva Breitenbach Yvonne Breitenbach   | Eliane Zeller Petra Storchenegger   |
| 2002 | Dornbirn                            | Carolin Ingelfinger Katja Knaack     | Manuela Schönberger Silke Gaiser     | Seraina Stahel Letizia Stahel       |
| 2003 | Schiltigheim                        | Carolin Ingelfinger Katja Knaack     | Nadine Wöhler Katharina Urban        | Andrea Petříčková Ivana Valešová    |
| 2004 | Tata                                | Carolin Ingelfinger Katja Knaack     | Katrin Schultheis Sandra Sprinkmeier | Andrea Petříčková Ivana Valešová    |
| 2005 | Freiburg                            | Carolin Ingelfinger Katja Knaack     | Katrin Schultheis Sandra Sprinkmeier | Eliane Zeller Petra Storchenegger   |
| 2006 | Chemnitz                            | Carolin Ingelfinger Katja Knaack     | Katrin Schultheis Sandra Sprinkmeier | Barbara Morf Franziska Geier        |
| 2007 | Winterthur                          | Katrin Schultheis Sandra Sprinkmeier | Jasmin Soika Katharina Wurster       | Andrea Petříčková Ivana Valešová    |
| 2008 | Dornbirn                            | Katrin Schultheis Sandra Sprinkmeier | Jasmin Soika Katharina Wurster       | Barbara Morf Nina Bommeli           |
| 2009 | Tavira                              | Katrin Schultheis Sandra Sprinkmeier | Julia Thürmer Nadja Thürmer          | Barbara Morf Nina Bommeli           |
| 2010 | Stuttgart                           | Jasmin Soika Katharina Wurster       | Katrin Schultheis Sandra Sprinkmeier | Barbara Morf Nina Bommeli           |
| 2011 | Kagoshima                           | Katrin Schultheis Sandra Sprinkmeier | Jasmin Soika Katharina Wurster       | Andrea Petříčková Ivana Valešová    |
| 2012 | Aschaffenburg                       | Katrin Schultheis Sandra Sprinkmeier | Jasmin Soika Katharina Wurster       | Darinka Puhr Nadina Gasser          |
| 2013 | Basel                               | Jasmin Soika Katharina Wurster       | Katrin Schultheis Sandra Sprinkmeier | Bettina Weber Anja Weber            |
| 2014 | Brünn                               | Katrin Schultheis Sandra Sprinkmeier | Jasmin Soika Katharina Wurster       | Bettina Weber Anja Weber            |
| 2015 | Johor Bahru                         | Julia Thürmer Nadja Thürmer          | Lena Bringsken Lisa Bringsken        | Fabienne Gamper Rahel Nägele        |
| 2016 | Stuttgart                           | Julia Thürmer Nadja Thürmer          | Lena Bringsken Lisa Bringsken        | Fabienne Gamper Rahel Nägele        |
| 2017 | Dornbirn                            | Julia Thürmer Nadja Thürmer          | Lena Bringsken Lisa Bringsken        | Fabienne Gamper Rahel Nägele        |
| 2018 | Lüttich                             | Lena Bringsken Lisa Bringsken        | Sophie-Marie Nattmann Caroline Wurth | Rosa Kopf Svenja Bachmann           |
| 2019 | Basel                               | Lena Bringsken Lisa Bringsken        | Sophie-Marie Nattmann Caroline Wurth | Rosa Kopf Svenja Bachmann           |
| 2020 | nicht ausgetragen (Corona-Pandemie) | nicht ausgetragen (Corona-Pandemie)  | nicht ausgetragen (Corona-Pandemie)  | nicht ausgetragen (Corona-Pandemie) |
| 2021 | Stuttgart                           | Helen Vordermeier Selina Marquardt   | Caroline Wurth Sophie-Marie Wöhrle   | Rosa Kopf Svenja Bachmann           |
| 2022 | Gent                                | Caroline Wurth Sophie-Marie Wöhrle   | Helen Vordermeier Selina Marquardt   | Rosa Kopf Svenja Bachmann           |
| 2023 | Glasgow                             | Helen Vordermeier Selina Marquardt   | Rosa Kopf Svenja Bachmann            | Sina Bäggli Julia Hämmerli          |
| 2024 | Bremen                              | Henny Kirst Antonia Bärk             | Kim Leah Schlüter Neele Jodeleit     | Simona Lucca Larissa Tanner         |

## Medaillenspiegel
Die unten stehende Tabelle enthält nur die Resultate der Weltmeisterschaften, nicht der Vorläufer-Wettbewerbe.
| Platz  | Land             | Gold | Silber | Bronze | Gesamt |
| ------ | ---------------- | ---- | ------ | ------ | ------ |
| 1      | Deutschland      | 32   | 29     | 4      | 65     |
| 2      | Portugal         | 4    | 2      | 4      | 10     |
| 3      | Österreich       | 2    | 4      | 7      | 13     |
| 4      | Tschechien       | 0    | 2      | 7      | 9      |
| 5      | Tschechoslowakei | 0    | 1      | 0      | 1      |
| 6      | Schweiz          | 0    | 0      | 16     | 16     |
| Gesamt | Gesamt           | 38   | 38     | 38     | 114    |